# Сіґюн
Сігюн (Sigyn) — богиня другого плану в скандинавській міфології. Дружина бога-йотуна Локі.

## Вірна дружина
Після покарання, яке Локі отримав від асів, Сігюн не полишила його й залишилась йому вірною, рівно як і один із його синів. Локі було приковано до скель нутрощами його вбитого сина (адже це єдине, чого батько ніколи не зможе порвати), а над його головою закріплено отруйну змію, отрута якої крапає на голову Локі, змушуючи його страждати. Сіґюн перебуває поруч з Локі, збираючи отруту в миску, допомагаючи таким чином своєму чоловікові відпочити від страждань. Але інколи вона має виходити з печери, у якій закуто Локі, аби вилити отруту з миски — тоді на голову Локі знову крапає отрута й той б'ється у корчах, викликаючи в Мідгарді (світі людей) землетруси.

## Мати
Сігюн не лише дружина, але й мати — в неї є двоє синів від Локі — Нарві та Валі (в інших варіантах: Нарі та Нарві, Валі та Царві).

## В культурі
Ще в середньовіччі сюжет про Локі та Сігюн був популярним — відповідні зображення, які датуються ХІ ст. знаходили навіть в Англії. Сьогодні про цей міф написано книги, намальовано картини. Ставлення до Сігюн тут вже швидше співчутливе, не як до покараної разом з засудженим, а як до вірної дружини та нещасної матері.
- Сігюн — персонаж в дитячій синтез-опері Лева Конова «Асгард».